# 穴穂部間人皇女

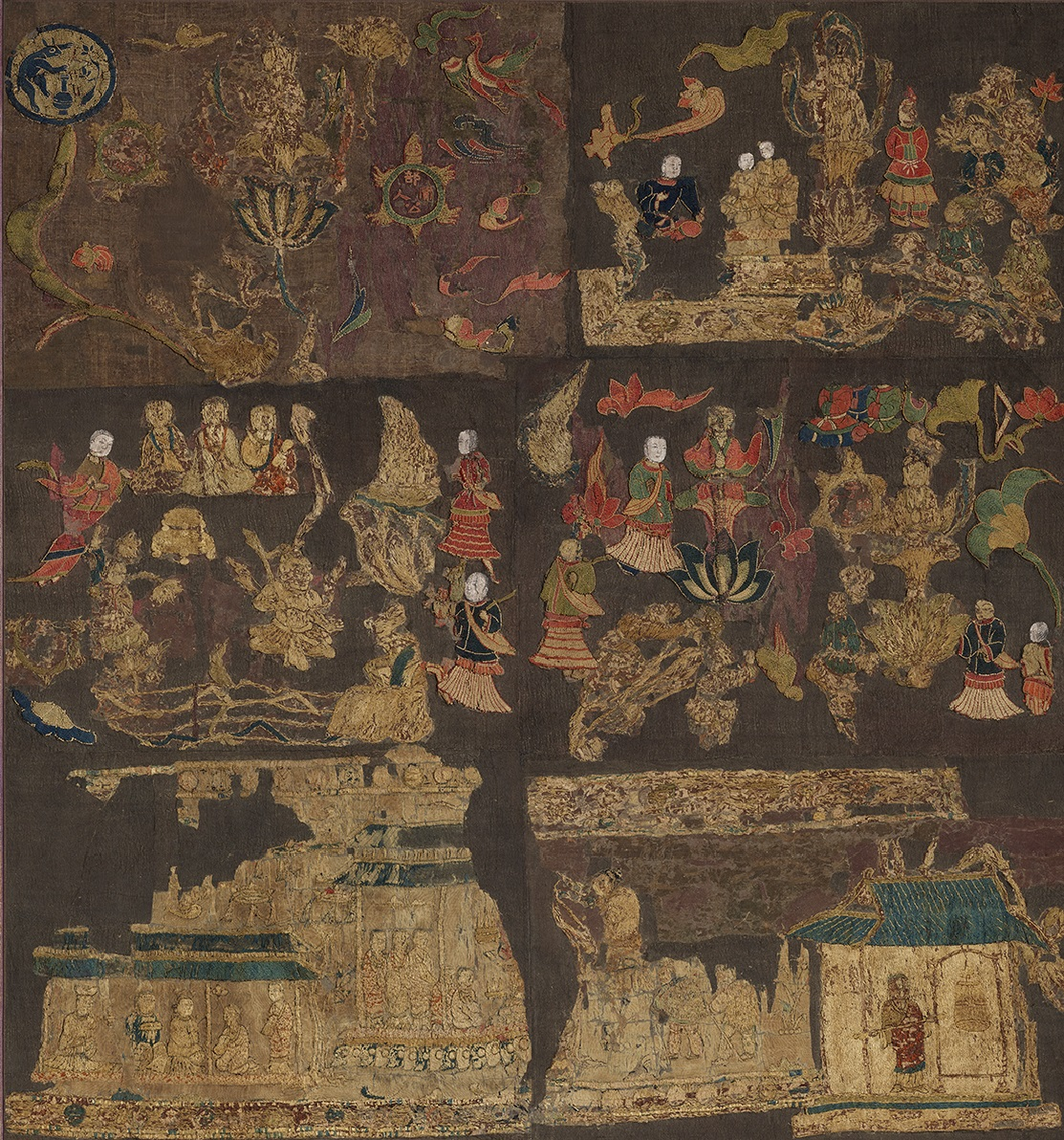
橘大郎女が聖徳太子と太子の母穴穂部間人皇女のために編んだといわれる天寿国繡帳

穴穂部間人皇女（あなほべのはしひとのひめみこ、? - 推古天皇29年12月21日（622年2月7日））は、飛鳥時代の皇族。用明天皇の皇后。欽明天皇の第三皇女。母は蘇我稲目の娘・小姉君。同母弟に穴穂部皇子・崇峻天皇がいる。
聖徳太子の生母として知られる。

## 略歴
生年は不明。

### 婚姻と出産
異母兄・用明天皇の皇后。厩戸皇子（聖徳太子）・来目皇子・殖栗皇子・茨田皇子を産む。
用明天皇崩御後は、用明天皇の第一皇子・田目皇子（多米王、聖徳太子の異母兄）に嫁し佐富女王（長谷王妃、葛城王・多智奴女王の母）を産んだ（『聖徳太子平氏伝雑勘文』 上ノ三 上宮太子御子孫竝后等事条 所引にある『上宮記』逸文に「多米王 父ﾊ用明 母ﾊ蘇我女也 父天皇崩後 娶庶母間人孔部王生兒 佐富女王 一也」とある）。

### 聖徳太子の生母
橘豊日尊皇子（のちの用明天皇）の妃であった時に、諸司巡行中、厩の戸口で厩戸王（聖徳太子）を難なく出産したという『日本書紀』の逸話は有名であるが、これは中国に伝来したキリスト教の異端派である「景教」（ネストリウス派）がもたらした新約聖書の福音書にある「キリストの降誕」を元にしたとの説があるなど、史実かどうか疑われている。実際厩戸は地名に由来するとの説もある。なお、天寿国繡帳左上の亀形に「部間人公」の4字が確認できるが、これは人名「孔部間人公主」の一部で、穴穂部間人皇女のことだと考えられる。

## 名
穴太部間人王、孔部間人公王、間人穴太部王、鬼前太后、間人皇后とも称される。 「穴穂部」の名は、石上穴穂宮（いそのかみのあなほのみや）で養育されたことに由来すると考えられている。
なお「間人」（はしひと、もしくは　はしうど）の名を持つ皇女は他に舒明天皇皇女（孝徳天皇皇后）がいるが単に間人皇女（はしひとのひめみこ）と呼ばれることが多い。

## 系譜
- 父：欽明天皇
- 母：蘇我小姉君
- 同母兄弟：茨城皇子・葛城皇子・穴穂部皇子・泊瀬部皇子（崇峻天皇）

- 伯叔母：蘇我堅塩媛・蘇我石寸名（母方）
- 伯叔父：安閑天皇・宣化天皇（以上父方）・蘇我馬子・境部摩理勢（以上母方）

- 夫：用明天皇・田目皇子
- 子女：厩戸皇子・来目皇子・殖栗皇子・茨田皇子（以上用明天皇との子）・佐富女王（田目皇子との子）
- 孫：山背大兄王・財王・日置王・片岡女王・白髪部王・手島女王・長谷王・三枝王・伊止志古王・麻呂古王・春米女王・久波太女王・波止利女王・馬屋古女王（以上用明天皇との孫）・葛城王・多智奴女王（以上田目皇子との孫）

## 各地の伝承

### 奈良県

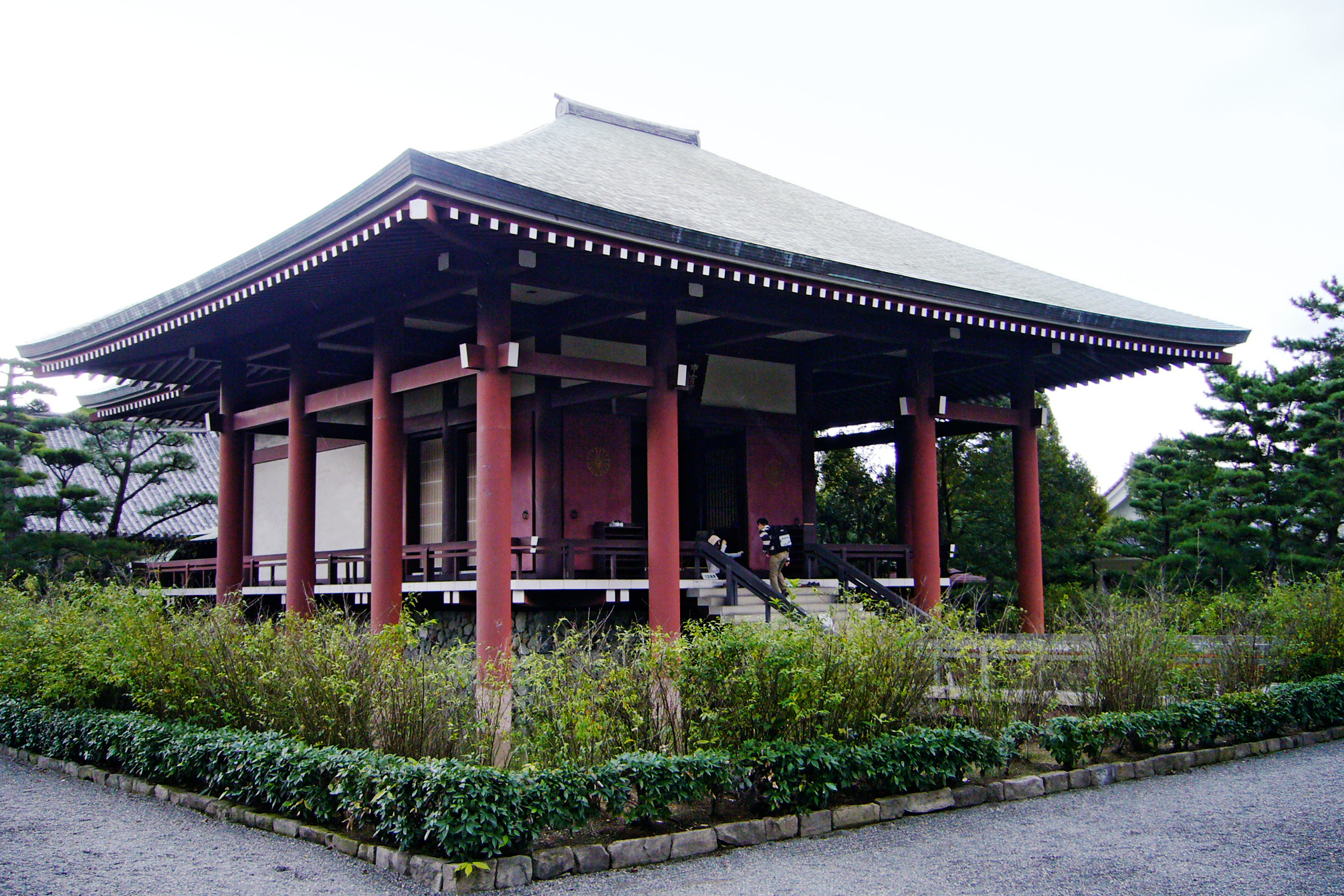
中宮寺金堂

大和国斑鳩に所在し、現在は法隆寺と隣接する中宮寺は、聖徳太子が母のために建てたといわれているが、中世以前は現在地より550メートルほど東にあったといわれる。この地はかつて穴穂部間人皇女の宮であったという伝承があり、その言い伝えによれば、葦垣宮、飛鳥岡本宮、斑鳩宮を結んだほぼ中央にあったゆえに「中宮」と呼称されたというが、詳細は不明である。

### 京都府
京都府京丹後市丹後町にある「間人（たいざ）」という地名は、穴穂部間人皇女に因むものと伝えられている。京丹後市丹後町間人の後ヶ浜海岸には聖徳太子とともに像が建っている。穴穂部間人皇女は蘇我氏と物部氏との争乱を避けて丹後に身を寄せ、宮に戻る際に自分の名を贈ったが、人々は「皇后の御名をそのままお呼びするのは畏れ多い」として、皇后が（その地を）退座したことにちなみ「たいざ」と読むことにしたという。ただし、『日本書紀』『古事記』などの文献資料には穴穂部間人皇女が丹後国に避難したとの記述はない。